# Атенеум (Хельсинки)
Атенеум (лат. Atheneum, греч.  Αθήναιον, назван в честь древнегреческой богини Афины) — центральный художественный музей Финляндии. Находится на площади Раутатиентори (метро Раутатиентори) в Хельсинки, напротив Центрального вокзала.
Музей располагает самой большой в Финляндии коллекцией произведений искусства, насчитывающей более 20 тысяч экспонатов: картин, скульптур, графики и рисунков начиная с работ 1750-х годов и заканчивая творчеством художников 1950-х годов.
Первоначально в здании музея размещались Академия искусств и Университет искусств и дизайна Хельсинки. Атенеум вместе с комплексами Киасма и Художественным музеем Синебрюхова образует Финскую национальную галерею. Музей является государственным учреждением.

## Архитектура
Строительство здания Атенеума, спроектированного архитектором Карлом Хёйером, было завершено в 1887 году. Над декоративной частью здания трудился известный финский скульптор Карл Щёстранд.
|  |                          |                                 |  |
|  | Здание музея в 1890 году | Бюсты Рафаэля, Фидия и Браманте |  |

Над главным входом размещены бюсты знаменитых деятелей классического искусства — Донато Браманте, Рафаэля и Фидия. Последний этаж завершает фронтон, поддерживаемый четырьмя кариатидами, что символизирует четыре вида искусства: скульптуру, архитектуру, живопись и геометрию. Надпись на латинском языке «Concordia res parvae crescent» — лат. «При согласии и малые государства растут», украшающая фронтон, напоминает о противоречиях некогда существовавших между основателями музея.

## История
Экспозиция Атенеума была открыта для публики 13 октября 1888 года в связи с чем этот день отмечается как день рождения музея. В течение первой недели музей посетили 577 человек.
Первоначально в здании музея находились коллекции Художественного общества Финляндии и действовала школа рисования (позднее — Академия изобразительного искусства). Также в здании размещались коллекции Общества художественной промышленности Финляндии и располагалось художественно-промышленное учебное заведение (позднее — Художественно-промышленный институт).
С января 2013 года произведения искусства в высоком разрешении из собрания музея можно будет увидеть на сайте Google Arts & Culture.

## Коллекция
Начало коллекции положили 18 полотен, подаренные императором Николаем II Обществу художников Финляндии. В первый год работы музея в коллекцию поступили картины «Выздоравливающая» Хелене Шерфбек, «Старухи на церковной горе в Руоколахти» Альберта Эдельфельта, «Обнажённая» и «Первый урок» Аксели Галлен-Каллелы, а также «Французский винный погреб» Ээро Ярнефельта.

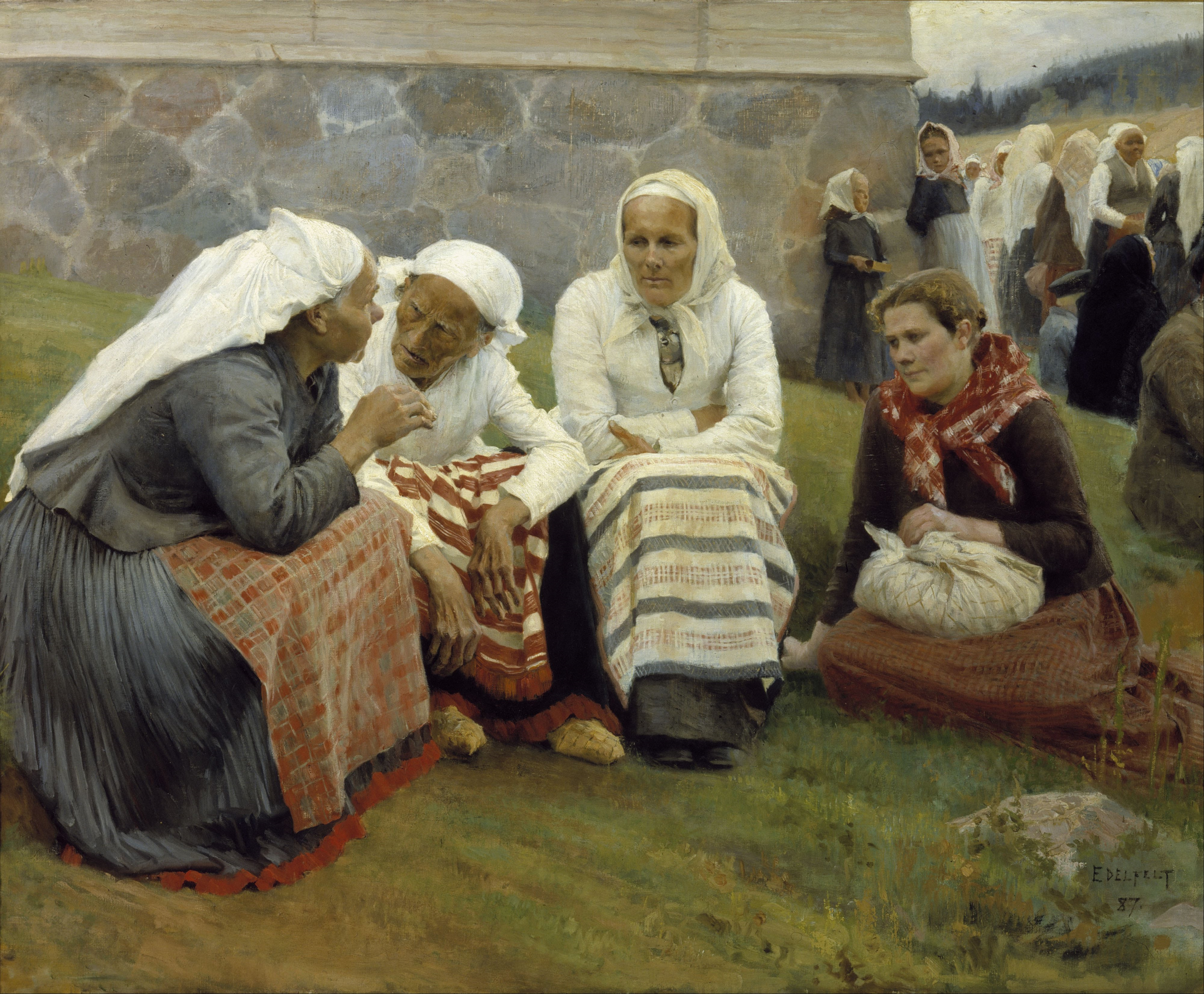
«Старухи на церковной горе в Руоколахти» Альберт Эдельфельт
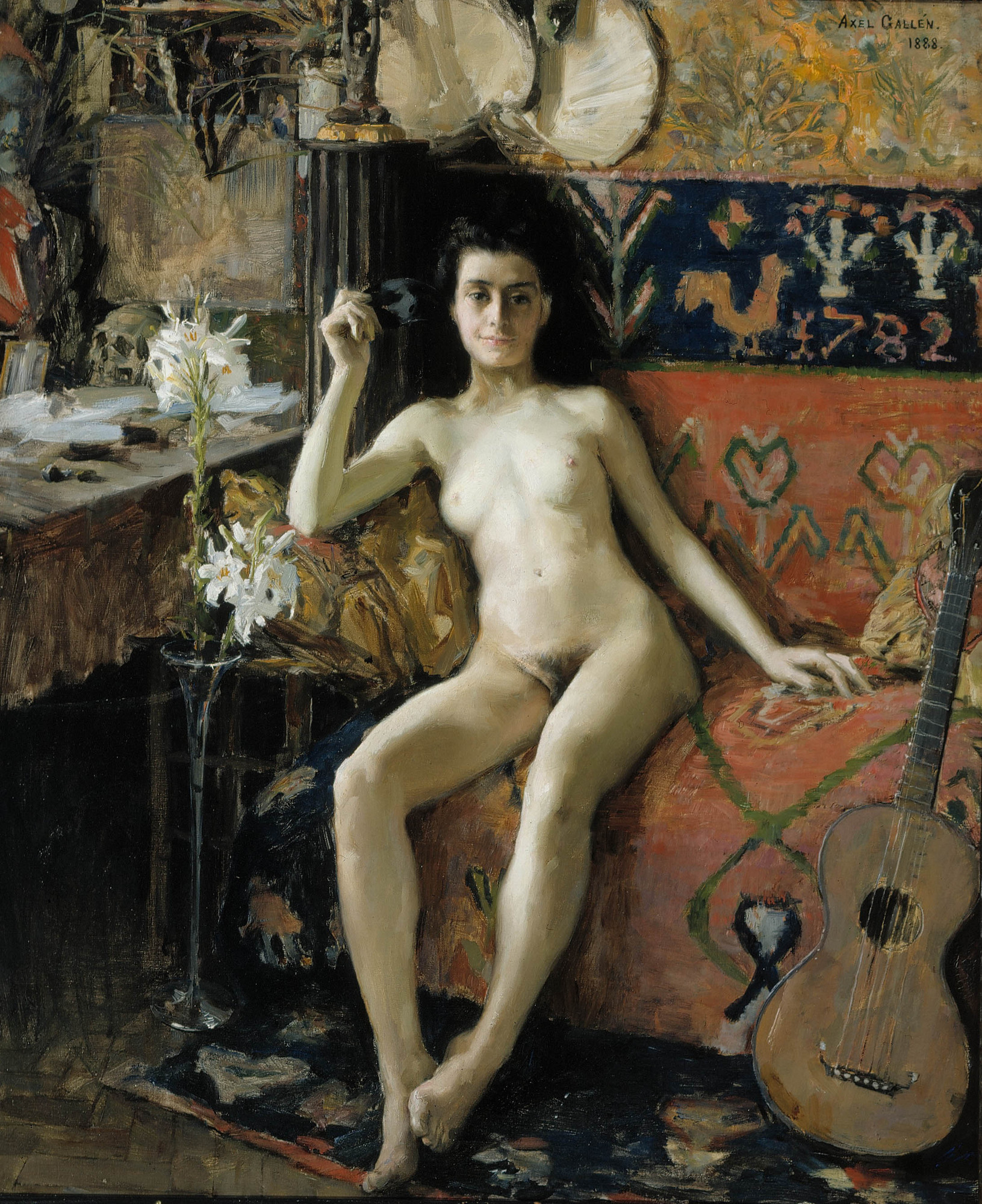
«Обнажённая» Аксели Галлен-Каллела
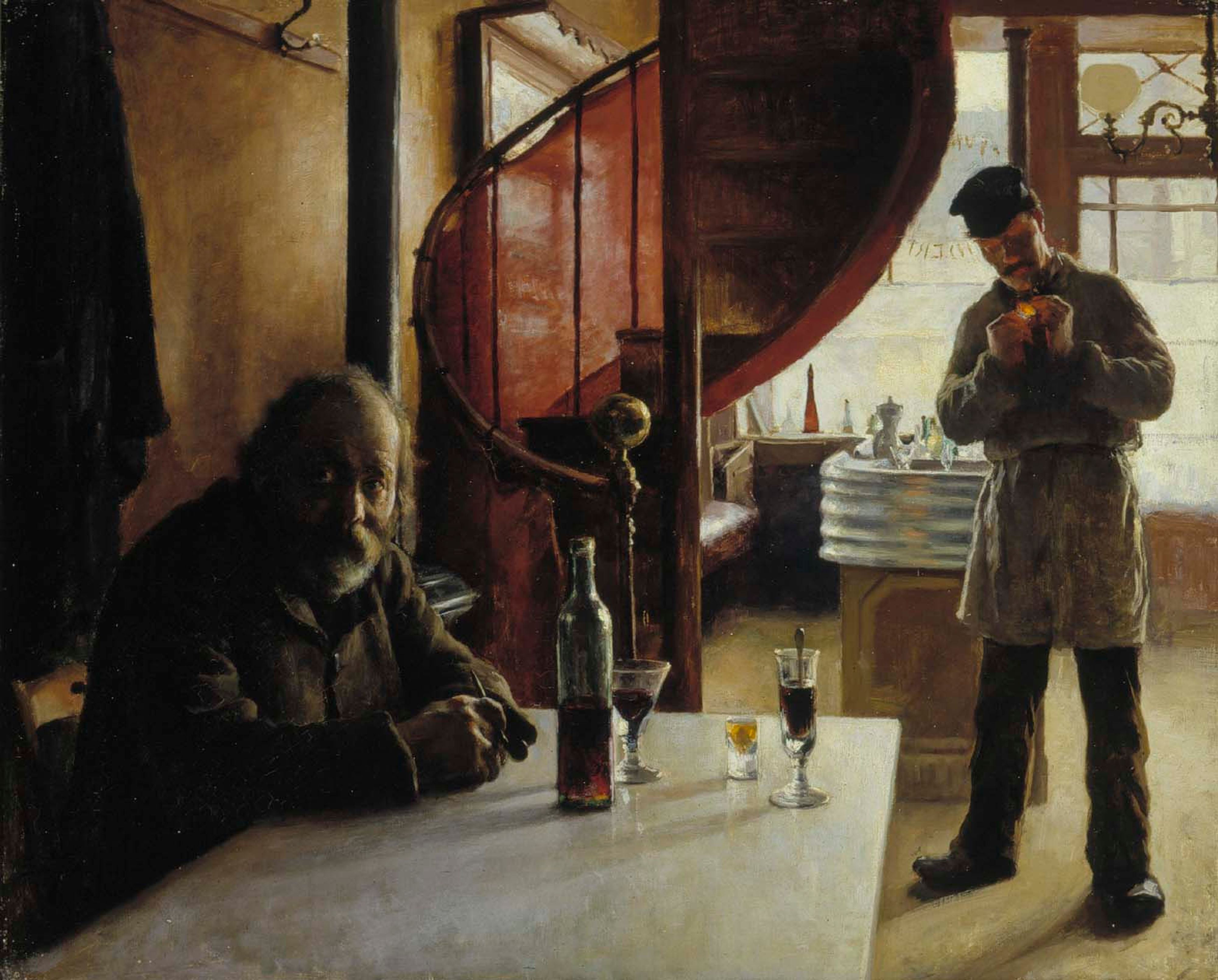
«Французский винный погреб» Ээро Ярнефельт

Постоянно действующая экспозиция расположена в залах на третьем этаже здания. В настоящее время в экспозиции музея представлены картины таких мастеров, как Франсиско Гойя, Эдгар Дега, Марк Шагал, Поль Сезанн, Винсент ван Гог. Произведения русских художников И.Шишкина, И.Левитана, В.Поленова, И.Репина также занимают достойное место в собрании Атенеума. Однако бо́льшую часть коллекции занимают картины финских художников: Аксели Галлена-Каллелы, Хуго Симберга, Пекки Халонена, Альберта Эдельфельта и др.
На выставке коллекции под названием FIKUS представлены художественные произведения из фондов музея, представляющие какое-либо произведение, творчество отдельного художника или определённую тематику. Сменные экспозиции представлены на нижнем этаже, а также в выставочных залах на втором этаже.